# Bácsszőlős
Bácsszőlős is een plaats (község) en gemeente in het Hongaarse comitaat Bács-Kiskun. Bácsszőlős telt 412 inwoners (2005).